# Baracca e burattini
Baracca e burattini è un film del 1954 diretto da Sergio Corbucci. Ispirato all'omonima rivista teatrale di Maccari e Amendola dell'anno precedente, è una commedia fantascientifica ed è indicato come uno dei primi film italiani di fantascienza.

## Trama
Un abitante della Luna, precipitato sulla Terra a causa della violenta scossa provocata da un esperimento atomico, rimane meravigliato dalla scoperta di questo pianeta e dà vita ad un burattino pregandolo di introdurlo nel mondo degli uomini. Sarà lo stesso burattino a rispedirlo a casa, per evitargli guai.

## Critica
Alcuni critici, sorvolando su un paio di precedenti pellicole, lo considerano il primo esempio di fantascienza cinematografica italiana. Ma a parte la bizzarra idea di travestire i due protagonisti da extraterrestre e da Pulcinella, è semmai il riferimento alla televisione che in quell'anno 1954 cominciava timidamente a fare la prima apparizione, a sembrare davvero fantascientifico.»
(Fantafilm)